# 托马斯·奥伦
托马斯·奥伦（瑞典語：Thomas Åhlén，1959年3月8日—），瑞典男子冰球运动员，1973年开始职业生涯。他曾代表瑞典参加1984年冬季奥林匹克运动会冰球比赛，获得一枚铜牌。